# José María Gorordo Bilbao
José María Gorordo Bilbao (Plentzia, 1947) és un advocat i polític basc.
Es llicencià en dret per la Universitat del País Basc, en dret i econòmiques per la Universitat de Deusto i en economia pública per la Universitat Catòlica de València Sant Vicent Màrtir. Fou professor de Comptabilitat (1970-1971), d'Economia de l'Empresa i Organització d'Empreses (1974-1976) a la facultat de Ciències Econòmiques de la Universitat de Deusto.
De 1971 a 1976 fou director financer de Galletas Artiach (Grup Nabisco) i de 1976 a 1980 conseller de l'Editorial Iparraguirre, editora del diari Deia. Membre del Partit Nacionalista Basc, de 1980 a 1997 fou secretari de la Cambra de Comerç, Indústria i Navegació de Bilbao, el 1985-1987 fou director general d'EiTB, càrrec des del que va posar en marxa les emissions d'ETB 2 i a les eleccions municipals espanyoles de 1987 fou escollit alcalde de Bilbao.
El 1990 abandonà el PNB per discrepàncies amb la direcció i va fundar el seu propi partit, Iniciativa Ciutadana Basca, amb el que fou escollit regidor de Bilbao a les eleccions municipals espanyoles de 1995, càrrec que ocupà fins al 2002. Aquell any es desvincula de la política municipal, alhora que era nomenat conseller del Tribunal de Comptes del País Basc.

## Obres
- La política de otra manera (1993)
- Cámaras Oficiales de Comercio, Industria y Navegación (2005)
- El control de las cuentas públicas (2009)